# Carmen Luvana
Carmen Luvana (ur. 23 sierpnia 1981 w Nowym Jorku) – amerykańska aktorka pornograficzna pochodzenia portorykańskiego. Występowała także jako Barbie.

## Życiorys

### Wczesne lata
Urodziła się w Nowym Jorku. Kiedy miała pięć lat wraz z rodzicami przeprowadziła się do Portoryko. Przez dwa lata mieszkała w Miami, gdzie zarabiała na życie w osiemnastu lokalnych klubach nocnych jako striptizerka.

### Kariera
W listopadzie 2001 debiutowała w filmie pornograficznym. Reżyserem był Ed Powers, a film nosił tytuł More Dirty Debutants 211. Po dwóch miesiącach w branży, w styczniu 2002, podpisała kontrakt z Digital Sin/New Sensations. 
W 2003 roku zdobyła nagrodę dla dorosłych XRCO Award dla najlepszej nowej gwiazdki i była nominowana do AVN Award w kategorii „Najlepsza nowa gwiazdka”. 
W czerwcu 2004 znalazła się na okładce magazynu dla mężczyzn „Hustler”. W 2004 roku wygrała także XRCO Award za najlepszy pocałunek w My Plaything: Jenna Jameson 2 (2002) z Jenną Jameson. 
Początkowo odmawiała udziału w scenach seksu analnego, zanim zdecydowała się wystąpić w tego typu scenie w filmie Adam & Eve Perfect Secretary (2004). Pojawiła się też w parodii porno Piraci (2005) jako Isabella.
W 2006 roku wygrała konkurs piękności porno w programie Howarda Sterna, pokonując Taylor Wane i Taryn Thomas. W 2007 podpisała kontrakt z Adam & Eve Pictures, siostrzaną spółką Adam & Eve Adult Toys Store.
W 2008 była nominowana do XBIZ Award w kategorii „Wykonawczyni roku”, a także zdobyła nominację do AVN Award w kategorii „Najlepsza scena seksu samych dziewczyn - wideo” z Courtney Cummz w produkcji Eden (2007).
Spotykała się z aktorem porno Julianem. Carmen Luvana określa siebie jako osobę biseksualną.

## Nagrody i wyróżnienia
| Rok  | Nagroda                     | Kategoria                                           | Film                                 | Inni wykonawcy |
| ---- | --------------------------- | --------------------------------------------------- | ------------------------------------ | -------------- |
| 2003 | Adam Film World Guide Award | Najlepsza nowa gwiazdka                             | –                                    | –              |
| 2003 | XRCO Award                  | Najlepsza nowa gwiazdka                             | –                                    | –              |
| 2003 | NightMoves Award            | Najlepsza nowa gwiazdka                             | –                                    | –              |
| 2004 | XRCO Award                  | Najlepsza scena dziewczyna-dziewczyna               | My Plaything: Jenna Jameson 2 (2002) | Jenna Jameson  |
| 2004 | KSEX Radio Award            | Hottest KSEX Jockey "Naked", Listeners Choice Award | –                                    | –              |
| 2006 | F.A.M.E. Awards             | Ulubiona gwiazdka seksu oralnego                    | –                                    | –              |
| 2008 | NightMoves Award            | NightMoves Hall of Fame                             | –                                    | –              |